# Пуканки
Пуканките са силно загрети до разпукване царевични зърна, предназначени за ядене.
Твърдата обвивка на зърното съдържа ендосперм от нишесте със съдържание на влага 14 – 20%, която се превръща в пара при нагряване на зърното. Налягането на парата се покачва, докато обвивката се разкъса, позволявайки на зърното внезапно да се разшири до 20 – 50 пъти първоначалния си размер, след което се охлажда.
За приготвяне на пуканки обикновено се използва определен вид царевица. Най-често това е сортът Zea mays var. everta.

## История
Царевицата започва да се отглежда преди около 10 000 години в днешно Мексико. Пак там са намерени следи от пуканки, датиращи от 3600 г. пр.н.е. Вкаменелости от Перу сочат, че царевица е била пукана още през 4700 г. пр.н.е.
Популярността на пуканките нараства бързо след 1890-те години, когато в Чикаго, САЩ, е изобретена машината за пуканки. По време на Голямата депресия, пуканките са относително евтина стока (5 – 10 цента за торбичка), което допълнително го популяризира. Така, докато много предприятия се намират във финансово затруднение, бизнесът с пуканки процъфтява. През Втората световна война, захарните стоки стават дефицитни, на което американското общество отговаря с тройно по-висока консумация на пуканки отпреди. Впоследствие, пуканките започват да се предлагат широко по театри, макар в началото много собственици на театри да се обявяват против тази практика, тъй като смятат, че храната отвлича вниманието на публиката. На практика, обаче, театрите започват да печелят повече приходи от пуканки, отколкото от билети. Така практиката на продаването им в театри и кина се разпространява бързо по света.